# 湖西市立岡崎小学校
湖西市立岡崎小学校（こさいしりつ おかさきしょうがっこう）は、静岡県湖西市岡崎にある公立小学校。算数科の教育研究校として知られている。

## 沿革
- 1873年（明治6年）5月2日 - 上ノ原学校を開校する。
- 1892年（明治25年）6月25日 - 岡崎尋常小学校に改称。
- 1941年（昭和16年）4月 - 新所村立岡崎国民学校に改称。
- 1955年（昭和30年）4月 - 湖西町立岡崎小学校に改称。
- 1972年（昭和47年）1月1日 - 市制施行。湖西市立岡崎小学校になる。

## 出版物
- 『子供がつくる算数―算数的活動の楽しさ・算数のよさ』、東洋館出版社、1999年、ISBN 978-4-491-01569-9
- 『算数のよさを追求する授業―見通し・操作・一般化』、東洋館出版社、1994年、ISBN 978-4-491-01119-6